# 트랜스워킹
트랜스워킹(trance walking)은 무릎을 약간 구부린 다음 허리를 똑바로 세우고 발바닥을 공굴리며 걷는 걸음이다. 발바닥을 공굴리는 방법은 발뒤꿈치로 착지하고 엄지발가락을 구부려 차고 나가는 식으로 걸으면 된다. 
인류는 수만년 동안 무릎을 약간 구부리고 걸어왔으며, 이런 걸음은 최근 100년전까지도 아메리카 인디언, 호주 원주민, 아프리카 원주민, 동남아시아 원주민, 남태평양의 원주민 등과 아시아와 유럽의 전통사회 사람들이 걸었던 걸음이기도 하다. 트랜스워킹은 이들의 걸음법을 복원해 현대화한 것이다. 
무릎을 약간 구부린 트랜스워킹 자세로 걸으면 걸을수록 힘이 나는 것을 경험하게 된다. 그래서 몸에 활력이 생기고 에너지가 차오르는 것을 느끼게 된다. 자연히 삶에 의욕이 나게 된다. 뿐만 아니라 일정한 속도로 걷게 되면 '트랜스 상태'에 이르게 된다. '트랜스(trance)'란 의식의 상태에 일종의 변화가 일어나는 것을 말한다. 그래서 일상의 번다한 의식으로부터 자유로와지고 에고로부터 풀려나게 된다. 꾸준히 걸으면 몸과 마음에 힐링효과를 경험하게 된다. 
무릎을 구부리고 걸으면 우리 몸에는 몇가지 변화가 일어난다. 
첫째로, 복식호흡이 절로 된다. 그래서 아랫배 단전에 힘이 들어가게 된다. 
둘째로, 막대기처럼 딱딱하게 굳어있던 척추가 유연해져 상체의 움직임이 자유로워진다. 
세째로, 무릎은 물론 하체의 관절을 모두 고루 사용하므로 발걸음이 가벼워지고 탄력이 생긴다. 또 무릎 등 관절에 가해지던 힘을 분산시키므로 관절이 편안해진다. 
트랜스워킹을 할 때는 온 몸의 힘을 빼고 릴랙스상태에서 자기 힘만큼만 발걸음을 움직이며 걷는다. 결코 무리하게 팔다리를 움직여 에너지를 소모하지 않는다. 최소한의 에너지로 몸통으로 걷는 것이 가장 좋은 방법이며, 이렇게 완전한 릴랙스상태에서 걸으면 발걸음이 가벼워지고, 걷는게 절로 재미가 난다. 그리고 기분이 좋아져 자꾸만 걷고 싶어진다.